# The Butler's Secret
The Butler's Secret è un cortometraggio muto del 1913 diretto e interpretato da William Humphrey.

## Trama
I rapporti tra Alfred Dixon e suo figlio Wallace sono piuttosto tesi e il giovane esce di casa, rabbioso, dichiarando che lui vivrà come meglio gli piace. La notte, il padre sente dei rumori nella camera dove dorme e spara all'intruso senza colpirlo. Poi gli corre dietro mentre questi sta fuggendo. Al piano di sotto, si scontra con il figlio che accusa di essere il ladro. Wallace è indignato e sbatte la porta andandosene, deciso a non rimetter più piede in quella casa.
Ma la vita non è facile. Qualche tempo dopo, Wallace si ritrova affamato davanti alla casa del padre e, vedendo dalla finestra Barrow, il maggiordomo, batte sul vetro per farsi aprire. Barrow lo fa entrare e gli offre una cena sostanziosa. Il giovane gli chiede di poter guardare suo padre mentre questi sta dormendo e i due salgono al piano di sopra dove si trova la camera del vecchio Dixon. Quest'ultimo si sveglia, sentendo dei rumori, e spara di nuovo contro gli intrusi, ferendo Barrow. Vedendo che i due sono il maggiordomo e il figlio, Dixon accusa il figlio di essere la causa dell'incidente. Padre e figlio sono nuovamente ai ferri corti ma Barrow li interrompe: il ladro dell'irruzione precedente non era stato Wallace, ma suo figlio che lui aveva fatto entrare in casa. Aveva tenuto quel segreto fino a quel momento ma ora non ne era più capace ed era felice di liberarsi di quel peso. Dixon abbraccia il figlio e promette di dimenticare i vecchi rancori.

## Produzione
Il film fu prodotto dalla Vitagraph Company of America.

## Distribuzione
Distribuito dalla General Film Company, il film - un cortometraggio in una bobina - uscì nelle sale cinematografiche statunitensi il 6 giugno 1913.